# 諾維基 (特諾皮爾州)
49°43′14″N 25°41′31″E / 49.72056°N 25.69194°E

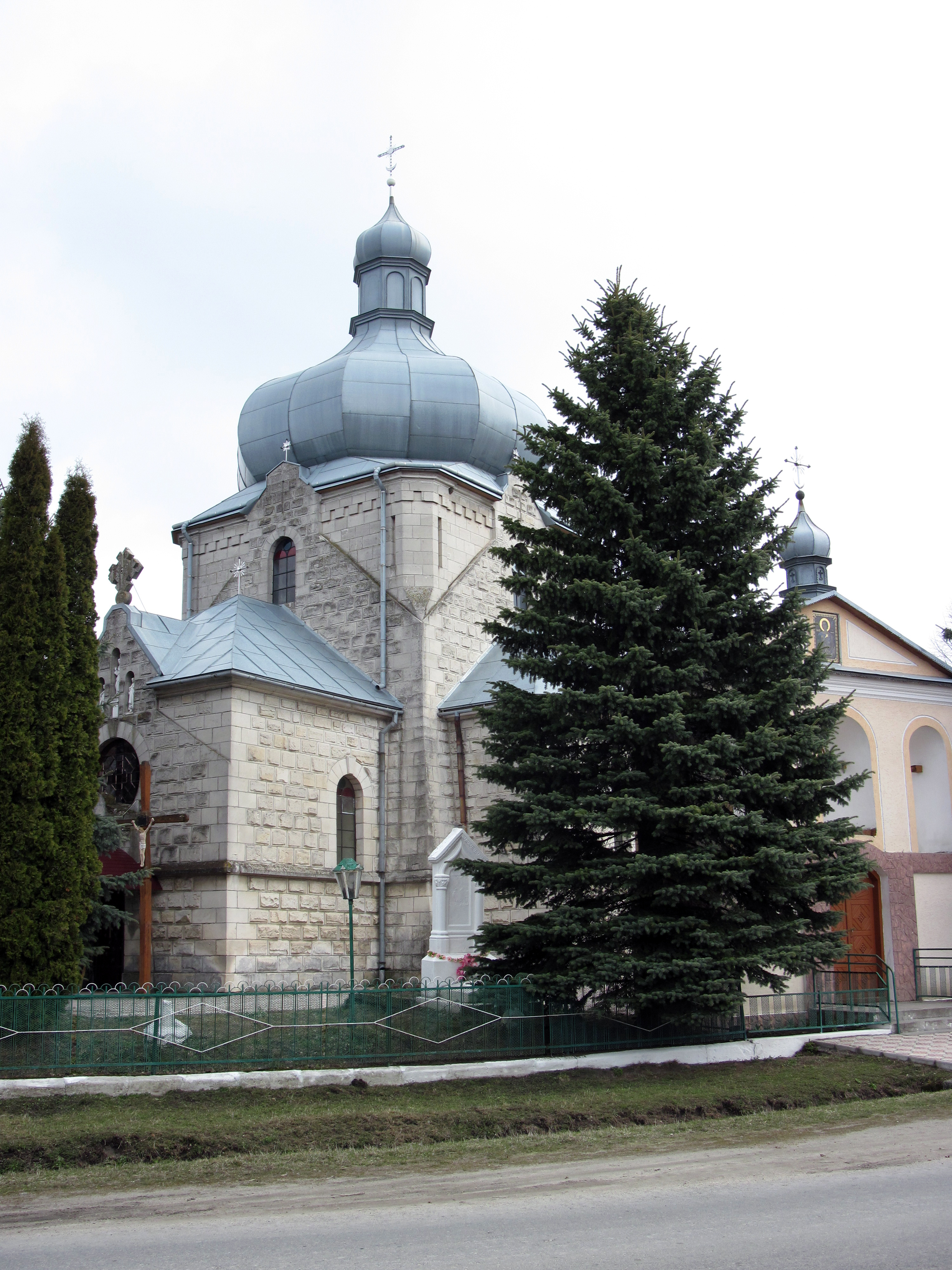

諾維基（烏克蘭語：Новики），是烏克蘭的村落，位於該國西部捷爾諾波爾州，由捷尔诺波尔区負責管轄，始建於1493年，面積1.19平方公里，2001年人口404，人口密度每平方公里338.6人。